# 전주 류씨
전주 류씨(全州 柳氏)는 전북특별자치도 전주시를 본관으로 하는 한국의 성씨이다. 백제에서 유래된 토성(土姓)으로 류혼(柳渾), 류습(柳濕), 류지(柳池)를 각각 시조로 하는 3파가 있다.

## 기원
전주 류씨에 관한 기록으로 백제 무왕 때 일본(日本) 성덕태자(聖德太子)의 요청으로 사천왕사(四天王寺)를 건축(建築)하러 백제에서 일본으로 건너간 류중광(柳重光)은 본관이 전주(全州)이며, 그 후손은 지금도 사천왕사를 보수(補修)해오면서 사천왕사 인근(隣近)에 살고 있다. 일본의 곤고구미(金剛組)는 578년(백제 위덕왕 34년) 백제인 류중광(柳重光)이 설립하여 2006년까지 존재하여 세계에서 가장 오래된 기업이었다.
《고려사》에 따르면 전주(全州) 승화현(承化縣) 출신의 류방헌(柳邦憲)이 972년(고려 광종 23년) 예부시(禮部試)에 급제하여 여러 관직을 거쳐 1009년(현종 즉위년) 문하시랑평장사(門下侍郎平章事)에 이르렀다. 전주인(全州人) 류방헌(柳邦憲) 묘지명(墓誌銘)에 따르면 증조부는 남북국 시대 때 각간(角干)이라는 향직(鄕職)을 지낸 류기휴(柳基休)이고, 할아버지 류법반(柳法攀)은 후백제(百濟)의 우장군(右將軍)을 역임하였으며, 아버지 류윤겸(柳潤謙)이 고려 초 검무(檢務)·조장(租藏)이 되었다가 대감(大監)에 이르렀다. 그의 어머니 승화군대부인(承化郡大夫人) 담양 이씨(潭陽李氏)는 후백제 신검(神劍)의 정변을 예견하고 몸을 숨긴 이염악(李廉岳)의 딸이다. 류방헌의 선대는 전주(全州) 승화현(承化縣)에서 토착 기반을 가지고 있으면서 백제에서 벼슬하다가 고려로 귀부해 온 가문이다.
따라서 전주류씨는 고려 왕건(王建) 때 창성(創姓)된 문화 류씨(文化柳氏)보다 훨씬 앞서 백제 때 창성(創姓)된 성씨(姓氏)인 것이다.

## 시조

### 충숙공파
충숙공파(忠肅公派)는 고려조 평장사(平章事)를 지낸 전주인(全州人) 류방헌(柳邦憲, 944년 ~ 1009년) 묘지명(墓誌銘)에 증조부로 기술된 류기휴(柳基休)를 시조로 하고 류혼(柳渾)을 중시조로 하여 1993년 《전주류씨호은공파세보》를 발간하였다. 계대가 고려 말 류능(柳能)의 가문(家門)까지 이어지고 있다. 

### 장령공파
장령공파(掌令公派) 시조 류습(柳濕)은 고려(高麗) 말에 다섯 아들이 모두 문과(文科)에 급제하여 장령(掌令)에 추증(追贈)되고 완산백(完山伯)에 추봉(追封)되었다. 

### 현감공파
현감공파(縣監公派)는 평장사(平章事)를 지낸 류지(柳池)를 시조로 한다. 조(祖)인 류방직(柳邦直)은 제도도부승(諸道都副承)이고, 고(高)인 류운(柳橒)은 국자생원(國子生員)이다. 평장사공단은 전북특별자치도 완주군 소양면 명덕리에 있다.

## 정치가
- 류방헌(柳邦憲, 944년 ~ 1009년) : 972년(광종 23) 예부시(禮部試)에 급제하고 여러 관직을 거쳐 1009년(현종 즉위년) 문하시랑평장사(門下侍郎平章事)에 이르렀다. 시호는 정간(貞簡).
- 류신(柳伸, ? ~ 1104년) : 고려 문종(文宗) 때 과거에 급제하여 1103년(숙종 8년) 좌복야(左僕射) 정당문학(政堂文學)에 이르렀다. 시호는 충신(忠愼).
- 류광식(柳光植, ? ~ 1221년) : 남성시(南省試)에 합격한 뒤 1186년(명종 16) 합문지후(閤門祗侯)를 거쳐 1221년(고종 8년) 문하시랑 동 중서문하평장사(門下侍郞同中書門下平章事)에 이르렀다.
- 류의손(柳義孫, 1398년 ~ 1450년) : 류습(柳濕)의 증손. 1426년(세종 8) 식년 문과에 급제하고, 예조참판(禮曹參判)에 이르렀다.
- 유숭조(柳崇祖, 1452년 ~ 1512년) : 1489년(성종 20) 식년 문과에 급제하고, 동지중추부사에 이르렀다. 시호는 문목(文穆)이다.
- 류빈(柳濱, ? ~ 1509년) : 1483년(성종 14) 식년문과에 급제하여 형조참판 등을 지냈으나 1504년 갑자사화 때 전라도로 유배되었다. 1507년(중종 2) 정국공신(靖國功臣) 4등에 책록되었고, 이조판서를 거쳐 경기도관찰사를 지냈다. 시호는 충정(忠定).
- 류헌(柳軒, 1462년 ~ 1506년) : 류빈의 증손. 1489년 별시문과에 급제하였고, 1504년(연산군 10) 대사간이 되었다. 갑자사화가 일어나 제주도로 귀양을 갔다가 1506년 중종반정 뒤 돌아오다가 왜구들에게 살해당했다. 청백리(淸白吏)에 녹선되었다.
- 류영경(柳永慶, 1550년 ~ 1608년) : 류헌의 증손. 1572년(선조 5) 문과에 급제하고, 1604년(선조 37) 호성공신(扈聖功臣) 2등에 책록되어 전양부원군(全陽府院君)에 봉해졌으며 영의정에 올랐다.
- 류정량(柳廷亮, 1591년 ~ 1663년) : 류영경의 손자. 1604년(선조 37) 선조의 딸 정휘옹주(貞徽翁主)와 혼인하여 전창위(全昌尉)에 봉해졌다. 1623년 인조반정으로 작위가 회복되어 성록대부(成祿大夫)에 이르렀고, 도총관을 역임했다. 시호는 효정(孝貞)이다.
- 류경창(柳慶昌, 1593년 ~ 1662년) : 1628년 별시문과에 병과로 급제하였고, 효종 때 대사간을 지냈으며, 현종 때 대사헌에 올랐다. 숙종조에 청백리에 녹선되었다.
- 류정원(柳正源, 1703년 ~ 1761년) : 1735년 증광 문과에 을과로 급제하고, 1761년(영조 37년) 대사간(大司諫)에 올랐다.
- 유인촌(柳仁村, 1951년 ~ ) : 2008년 문화공보부 장관(長官)을 지냈으며, 2023년 대통령 문화특별 보좌관을 지냈다.

## 항렬자
| 14세    | 15세     | 16세    | 17세   | 18세     | 19세    | 20세              | 21세    | 22세    | 23세          | 24세    |
| ------- | -------- | ------- | ------ | -------- | ------- | ----------------- | ------- | ------- | ------------- | ------- |
| ○석(錫) | 수(水)변 | ○래(來) | 양(養) | 언(言)변 | ○근(根) | ○옥(玉)변,○규(珪) | ○수(秀) | ○희(熙) | 기(基),승(承) | ○석(錫) |

| 25세   | 26세    | 27세   | 28세    | 29세   | 30세    | 31세   | 32세    | 33세   | 34세    | 35세   |
| ------ | ------- | ------ | ------- | ------ | ------- | ------ | ------- | ------ | ------- | ------ |
| 한(漢) | ○상(相) | 영(榮) | ○재(載) | 종(鐘) | ○순(淳) | 병(秉) | ○섭(燮) | 원(遠) | ○용(鎔) | 해(海) |

| 36세    | 37세   | 38세    | 39세   | 40세    | 41세   | 42세    | 43세   | 44세    | 45세   |
| ------- | ------ | ------- | ------ | ------- | ------ | ------- | ------ | ------- | ------ |
| ○주(柱) | 형(炯) | ○배(培) | 현(鉉) | ○택(澤) | 병(柄) | ○찬(燦) | 균(均) | ○진(鎭) | 영(泳) |

## 집성촌
- 전북특별자치도 전주시
- 전북특별자치도 완주군
- 전북특별자치도 김제시
- 경상북도 안동시 임동면 (장령공파(掌令公派)의 갈래인 수곡파(水谷派))
- 경기도 용인시 처인구

(입향조 묵계 류복립의 후손인 묵계공파)

## 조선 왕실과의 인척 관계
- 정휘옹주(선조의 서녀) 부마 류정량

## 인구
- 1985년 11,365가구 47,383명
- 2000년 19,008가구 61,650명
- 2015년 78,690명

## 관련 단체
전북특별자치도 전주시에서 4선 국회의원을 지낸 류청(柳靑)은 전주류씨 문중에서 운영하는 유일여자고등학교를 설립하였다.